# Paul Sutermeister
Pablo Sutermeister (nacido en Küsnacht el 6 de junio de 1864, fallecido en Berna el 2 de febrero de 1905) fue un pastor reformado suizo y editor del Berner Tagblatt (“periódico diario de Berna”).

## Vida
La familia de Sutermeister es originaria de Zofingen. Sutermeister cursó el bachillerato en Berna y estudió teología en las universidades de Basilea y Gotinga. En la región del Appenzell él comenzó su sermón. Su libro popular Der Dorfkaiser (“El emperador del pueblo”) en el cual criticó vehementemente al “diablo de la lotería” (una especie de corrupción de la época) y la explotación impiedosa de personas vulnerables por los magnates del pueblo en el cual vivía le costó el empleo como pastor en Walzenhausen y lo llevó hacia la actividad en la prensa diaria. Comenzó a trabajar en el Berner Tagblatt como editor para asuntos extranjeros; editó el suplemento Berner Heim, publicado todos los sábados, y redactó artículos sobre eventos culturales locales. Por algún tiempo era jefe de la redacción del periódico semanario Fürs Schweizerhaus y, después, del periódico de entretenimiento cristiano Fürs Heim publicado en Basilea. Como escritor, Sutermeister ofreció a sus lectores una visión perspicaz y íntima de la vida cultural local en Suiza, sin olvidar sus lados oscuros.

## Obras
- Der Dorfkaiser. Vollmann, Zúrich 1898 (Verein für Verbreitung guter Schriften, Zürich. vol. 29). ISBN 978-3-226-00188-4
- Ein Vierteljahrhundert Missionsarbeit im südlichen Afrika: Züge aus der Mission romande. Georg Bridel, Lausana 1898.
- Meta Heusser-Schweizer: Lebensbild einer christlichen Dichterin. Basilea, 1898 (Reben am Weinstock. vol. 8). ISBN 978-3-226-00872-2
- Burenfrauen: Épisode aus dem Burenkriege. Traducción libre de una pieza teatral de Virgile Rossel. Berner Tagblatt, Berna 1901. ISBN 978-3-226-00938-5

## Literatura
- Obituario en L'Express, 4 de febrero 1905, p. 5
- † Paul Sutermeister, en: Der Bund, vol. 56, no. 60, 5 de febrero 1905
- Baumgartner, Johannes Howald y Hugendubel: Zum Andenken an Herrn Pfarrer Paul Sutermeister, Redaktor: Gestorben am 2. Februar 1905. Berna, Berner Tagblatt, 1905 (reimpresión 2011), 22 p. ISBN 978-3-226-00947-7